# Karim Yoda
Abdoul Karim Yoda (Annemasse, Alta Saboya, 25 de octubre de 1988) es un jugador profesional de fútbol francés que juega de centrocampista en el Al-Hazm de la Liga Príncipe Mohammad bin Salman.

## Carrera
Yoda se unió a la cantera del Servette FC en 2000, con 11 años de edad. Debutó en 2006, y anotó su primer gol como profesional al año siguiente. 
En junio de 2009, Yoda se trasladó al FC Sion. Él apareció regularmente en sus dos primeras campañas, pero cayó en el orden jerárquico durante sus dos últimas.
El 2 de septiembre de 2013, Yoda se trasladó a Rumanía, firmó un acuerdo de tres años con el FC Astra Giurgiu, por una cuota de 875 000 €. Jugó 21 partidos durante su única temporada, anotando dos veces. 
El 14 de julio de 2014, Yoda acordó un contrato de dos años con el Getafe C. F. de la Primera División de España. Sus dos primeros goles fueron claves para el conjunto azulón, ya que los marcó en los minutos 90 y 93 en una remontada ante la Real Sociedad (1-2). Se convirtió en un fijo y en la estrella del equipo desde entonces, pero una lesión en marzo de 2015, en el tendón de Aquiles, le alejó de los terrenos de juego lo que restaba de temporada. 
Durante la siguiente temporada, y tras su reaparición en noviembre, Yoda fue utilizado también por el técnico Fran Escribá en la posición de lateral izquierdo, ante la falta de efectivos en esa zona. El jugador francés llegó al club rojinegro en noviembre de 2017 procedente del madrileño y, aunque solo militó en él media temporada, se acabó convirtiendo en una pieza clave del equipo y también en uno de los jugadores más queridos por la afición. Yoda, que disputó un total de 22 partidos con la camiseta del CF Reus (aunque no pudo marcar ningún gol), fue al FK Karpaty Lviv ucraniano tras la expulsión del equipo catalán de LaLiga en 2019 para recalar en julio del mismo año en el Racing de Santander. En el equipo verdiblanco firmó unos excelentes números, ya que durante los 22 partidos que participó consiguió anotar 8 goles y 4 asistencias, convirtiéndose en el jugador referente. Es por ello que el equipo Al Hazem de Arabia Saudí pagó la cláusula de rescisión al Real Racing Club.

## Clubes

### Categorías inferiores
| Club           | País  | Año       |
| -------------- | ----- | --------- |
| Servette F. C. | Suiza | 2000-2007 |

### Carrera profesional
| Club                | País           | Año       | Partidos (goles) |
| ------------------- | -------------- | --------- | ---------------- |
| Servette F. C.      | Suiza          | 2006-2009 | 57 (5)           |
| F. C. Sion          | Suiza          | 2009-2013 | 78 (7)           |
| Astra Giurgiu       | Rumania        | 2013-2014 | 25 (3)           |
| Getafe C. F.        | España         | 2014-2016 | 48 (4)           |
| U. D. Almería       | España         | 2017      | 3 (0)            |
| C. F. Reus Deportiu | España         | 2017-2019 | 22 (0)           |
| F. K. Karpaty Lviv  | Ucrania        | 2019      | 11 (1)           |
| Racing de Santander | España         | 2019-2020 | 22 (8)           |
| Al-Hazm             | Arabia Saudita | 2020-2021 | 14 (1)           |
| Al-Wehda Club       | Arabia Saudita | 2021-2023 | 28 (4)           |
| Al-Adalah Club      | Arabia Saudita | 2023-2024 | 23 (7)           |
| Al-Hazm             | Arabia Saudita | 2024-     |                  |

## Estadísticas
| Club             | Temporada     | Liga     | Liga  | Copa     | Copa  | Europa   | Europa | Total    | Total |
| Club             | Temporada     | Partidos | Goles | Partidos | Goles | Partidos | Goles  | Partidos | Goles |
| ---------------- | ------------- | -------- | ----- | -------- | ----- | -------- | ------ | -------- | ----- |
| Servette FC      | 2006–07       | 8        | 1     | 0        | 0     | 0        | 0      | 8        | 1     |
| Servette FC      | 2007-08       | 24       | 3     | 0        | 0     | 0        | 0      | 24       | 3     |
| Servette FC      | 2008-09       | 21       | 3     | 0        | 0     | 0        | 0      | 21       | 3     |
| Servette FC      | Total         | 53       | 7     | 0        | 0     | 0        | 0      | 53       | 7     |
| FC Sion          | 2009-10       | 20       | 1     | 0        | 0     | 1        | 0      | 21       | 1     |
| FC Sion          | 2010-11       | 20       | 1     | 0        | 0     | 0        | 0      | 20       | 1     |
| FC Sion          | 2011–12       | 20       | 2     | 0        | 0     | 0        | 0      | 20       | 2     |
| FC Sion          | 2012–13       | 7        | 1     | 2        | 0     | 0        | 0      | 9        | 1     |
| FC Sion          | Total         | 67       | 5     | 2        | 0     | 1        | 0      | 70       | 5     |
| FC Astra Giurgiu | 2013–14       | 22       | 2     | 4        | 1     | 0        | 0      | 26       | 3     |
| FC Astra Giurgiu | Total         | 22       | 2     | 4        | 1     | 0        | 0      | 26       | 3     |
| Getafe           | 2014–15       | 18       | 4     | 2        | 0     | 0        | 0      | 20       | 4     |
| Getafe           | 2015–16       | 14       | 0     | 2        | 0     | 0        | 0      | 16       | 0     |
| Getafe           | Total         | 32       | 4     | 4        | 0     | 0        | 0      | 36       | 4     |
| Total carrera    | Total carrera | 174      | 18    | 10       | 1     | 1        | 0      | 185      | 19    |

## Palmarés

### Títulos nacionales
| Título          | Club                | País    | Año     |
| --------------- | ------------------- | ------- | ------- |
| Copa Suiza      | F. C. Sion          | Suiza   | 2010-11 |
| Copa de Rumania | F. C. Astra Giurgiu | Rumania | 2013-14 |